# Diane Gilman
Diane Gilman (1945 - 1998) was een Amerikaans schilderes, pottenbakster, schrijfster en mede-oprichtster van het Context Institute. Ze speelde een belangrijke rol in de ontwikkeling en coördinatie van het Global Ecovillage Network, een wereldwijd netwerk van gemeenschappen met een voorbeeldfunctie op het gebied van duurzaamheid, dit zowel in stedelijke, landelijke, ontwikkelde als minder ontwikkelde gebieden. In 1991 schreef ze samen met haar man Robert Gilman de studie Eco-Villages and Sustainable Communities (Ecodorpen en duurzame gemeenschappen). De studie werd geschreven in opdracht van de Gaia Trust, een Deens fonds dat zich bezighoudt met de wereldwijde transitie naar een duurzame samenleving, en is uitgegroeid tot een van de standaardwerken rondom dit thema.

## Biografie
Gilman studeerde af aan de Universiteit van Californië met een bachelor in kunst. Ze was professioneel schilderes en pottenbakster en stichtte samen met haar man het Context Institute in 1979. Ze was hier tussen 1983 en 1995 mede-uitgever van het blad In Context en coördineerde voor het instituut de betrekkingen met de Sovjet-Unie. Samen richtten zij tevens de organisatie voor Russisch/Amerikaanse economische samenwerking op, gevestigd in Seattle.
Gilman stuurde voor het instituut het "duurzame gemeenschappen"-programma aan. In 1991 schreef ze samen met haar man het rapport over ecodorpen en duurzame gemeenschappen. Dit rapport bevatte richtlijnen voor het ontwikkelen duurzame gemeenschappen en case studies hiervan. Daarnaast organiseerde ze in 1995 een groot congres rondom dit thema getiteld Sustainable Community and Ecovillage Conference, dat werd gehouden in Findhorn in Schotland. Dit congres vormde een kantelpunt in het vormen en structureren van de ecodorpbeweging.
Ze was zowel lid van de raad van advies van het trainingscentrum Ecovillage Training Center in Summertown als van andere organisaties die zich bezighouden met oplossingen voor het leven in deze tijd.
Diane Gilman stierf aan kanker in 1998.